# Mark Gasnier
Pour les articles homonymes, voir Gasnier.

a Compétitions nationales et continentales officielles uniquement.

b Matchs officiels uniquement.
Dernière mise à jour le 11 avril 2023.
Mark Gasnier, né le 19 juillet 1981 à Sydney (Nouvelle-Galles du Sud, Australie), est un joueur de rugby à XIII australien qui évolue principalement au poste de centre au sein de l'effectif des St. George Illawarra Dragons. Durant deux saisons, de 2008 à 2010, Il rejoint le rugby à XV et le club parisien du Stade français Paris à l'issue de la saison de NRL en provenance des St. George Illawarra Dragons (1,93 m pour 100 kg).

## Biographie
Ancien capitaine des Dragons de Saint George Illawara, jouant au poste de centre ou d'ouvreur, Mark Gasnier compte 15 sélections pour les Kangourous et 9 pour la Nouvelle-Galles du Sud dans les rencontres du State of Origin qui l’oppose chaque année au Queensland. C’est l'un des joueurs les plus célèbres de la NRL et une véritable vedette en Australie, où il a plus d’une fois défrayé la chronique pour diverses frasques dans des bars et des boîtes de nuit. Surnommé « Gaz », Gasnier est le neveu de Reg Gasnier, l’un des plus grands joueurs de rugby à XIII de l’histoire (international et multiple vainqueur du championnat dans les années 60 avec les St. George Dragons).
En 2006, Ewen McKenzie, alors entraîneur des New South Wales Waratahs (Super 14), essaie une première fois, sans succès, de le faire changer de sport, puis une deuxième fois après avoir été nommé entraîneur du Stade français Paris pour la saison 2008-2009. Gasnier finit par accepter l'offre et signe pour cinq ans en faisant jouer une clause de son contrat l'autorisant à quitter les Dragons. Pour ses débuts avec le Stade français en Top 14, positionné à l'aile droite, il inscrit un essai en fin de première mi-temps contre Bourgoin au Stade des Alpes, le 26 septembre 2008.
Après une saison 2009-2010 prolifique, où il est l'un des meilleurs marqueurs du Top 14, Gasnier annonce en juin 2010, qu'il retourne dans son ancien club australien des St. George Illawarra Dragons. Il remporte dès son retour le titre de National Rugby League marquant même un essai en finale contre les Sydney Roosters. Il joue deux saisons avec les Dragons, avant de mettre un terme à sa carrière de joueur.

## Carrière

### En équipe nationale de rugby à XIII
- 15 sélections avec les Kangaroos (44 points)

### En club
- 2000-2008 : St. George Illawarra Dragons (rugby à XIII).
  - 133 matches de NRL, 332 points marqués (au 13 juillet 2008)
- 2008-2009 : Stade français (rugby à XV)
  - 18 matchs, 17 points marqués, 3 essais, 1 transformation
- 2009-2010 : Stade français (rugby à XV)
  - 20 matchs, 35 points marqués, 7 essais (au 14 mai 2010)